# Górnopłat

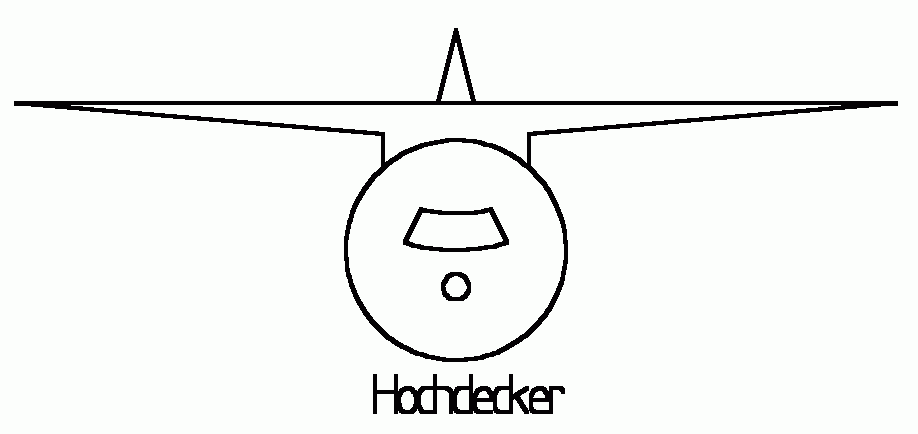
Schemat górnopłatu

Górnopłat – samolot lub szybowiec, którego skrzydła są umieszczone w górnej części kadłuba pośrednio (parasol) lub bezpośrednio (układ wolnonośny).
Górnopłat jest stosowany często w naddźwiękowych myśliwcach ze względu na mały opór, dużą nośność oraz wzrost stateczności. Ze względów aerodynamicznych (stabilność) skrzydła takie mają zazwyczaj ujemny kąt wzniosu. Czasem układ górnopłatu wymusza zastosowanie usterzenia ogonowego typu T, jak np. w samolocie Ił-76. Często używany w samolotach myśliwsko-bombowych, bombowych i transportowych, ze względu na łatwość załadunku (komora załadunkowa może znaleźć się nisko nad ziemią, np. Lockheed C-130 Hercules) oraz podwieszenia uzbrojenia. Ponadto skrzydła, jak i silniki umieszczone wysoko są mniej narażone na uszkodzenia.
Wadą tego układu jest umiejscowienie ciężkiego skrzydła nad kabiną pasażerską lub ładunkową. W przypadku katastrofy może to doprowadzić do zniszczenia tej części kadłuba.
Odmianą górnopłatu jest płat Puławskiego zwany też płatem polskim.

## Galeria

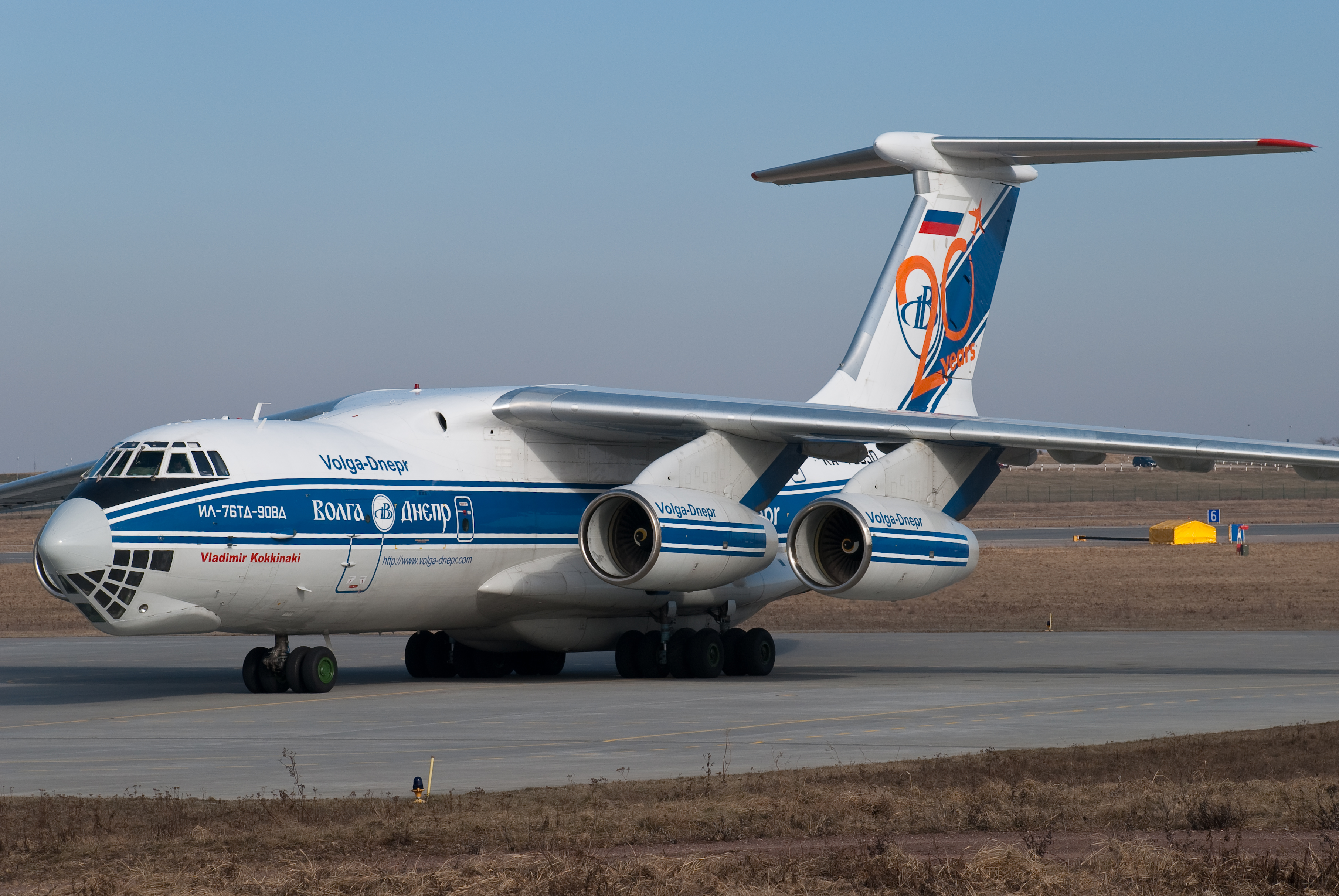
Ił-76
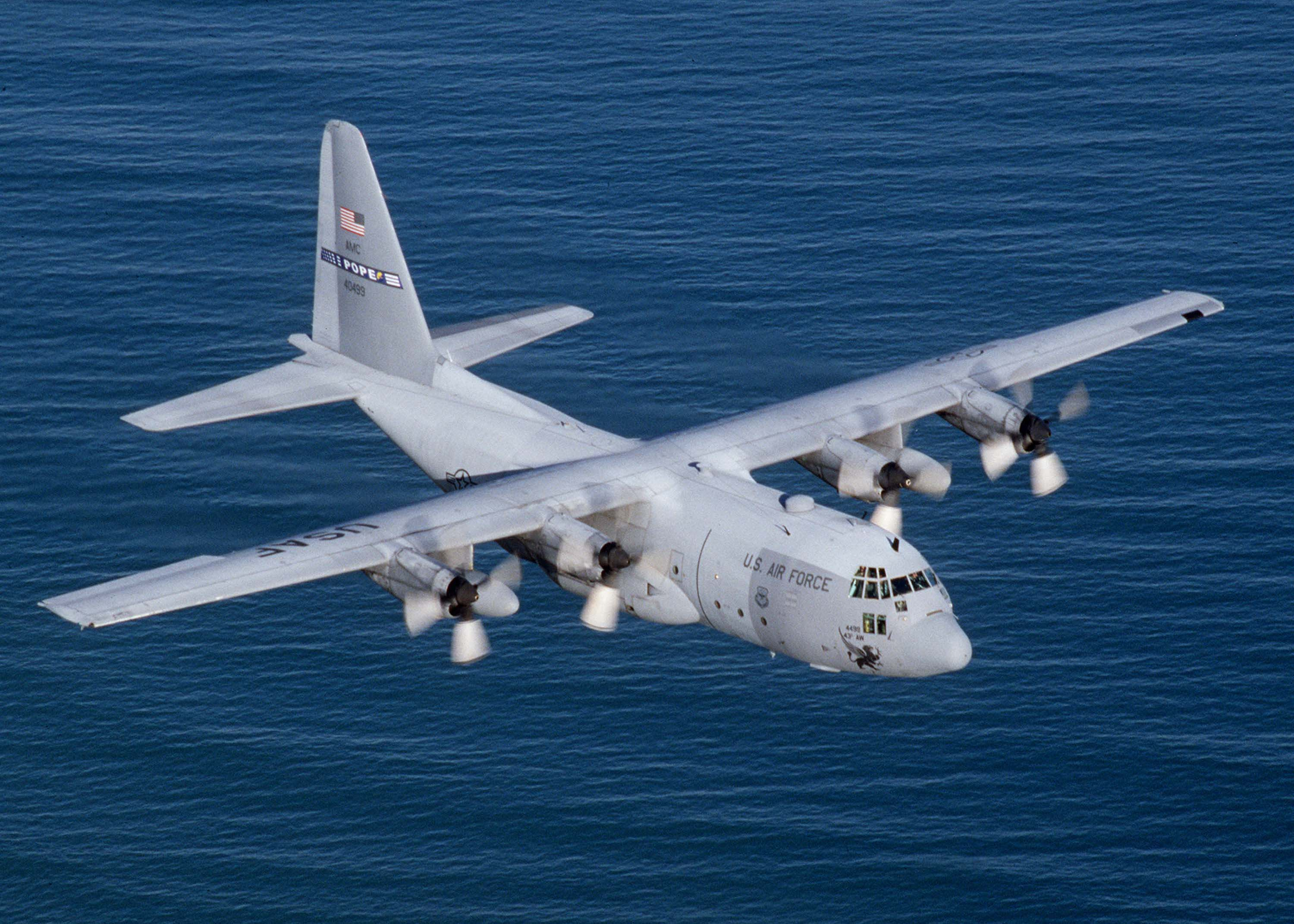
Lockheed C-130 Hercules
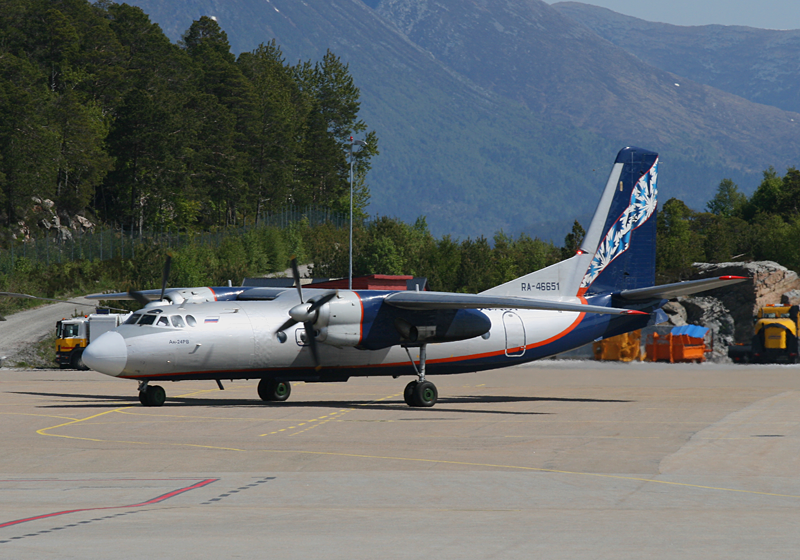
An-24
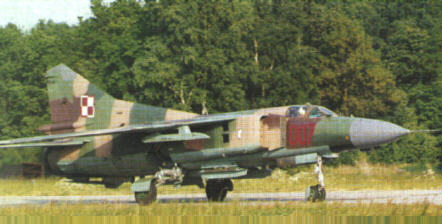
MiG-23
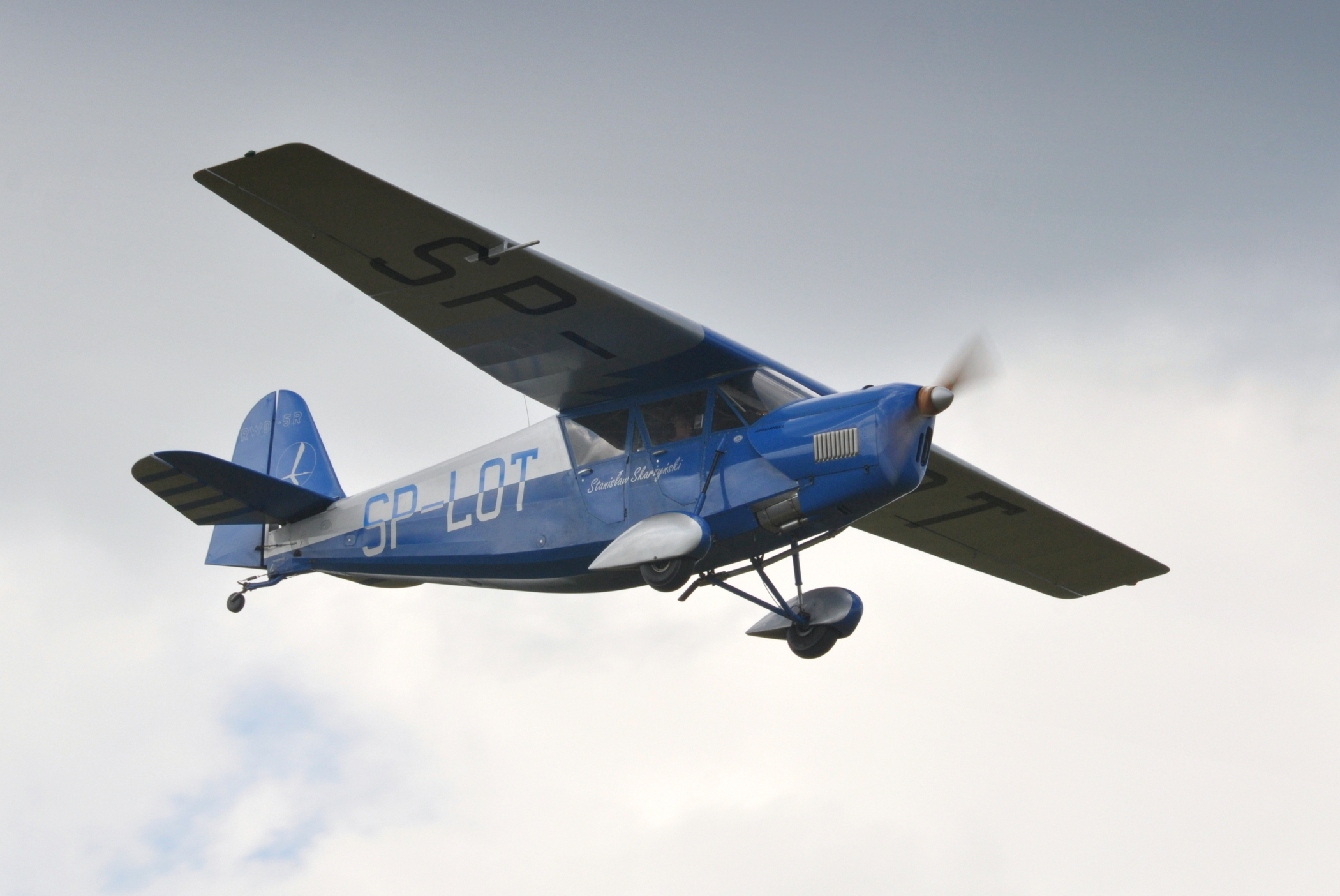
RWD-5
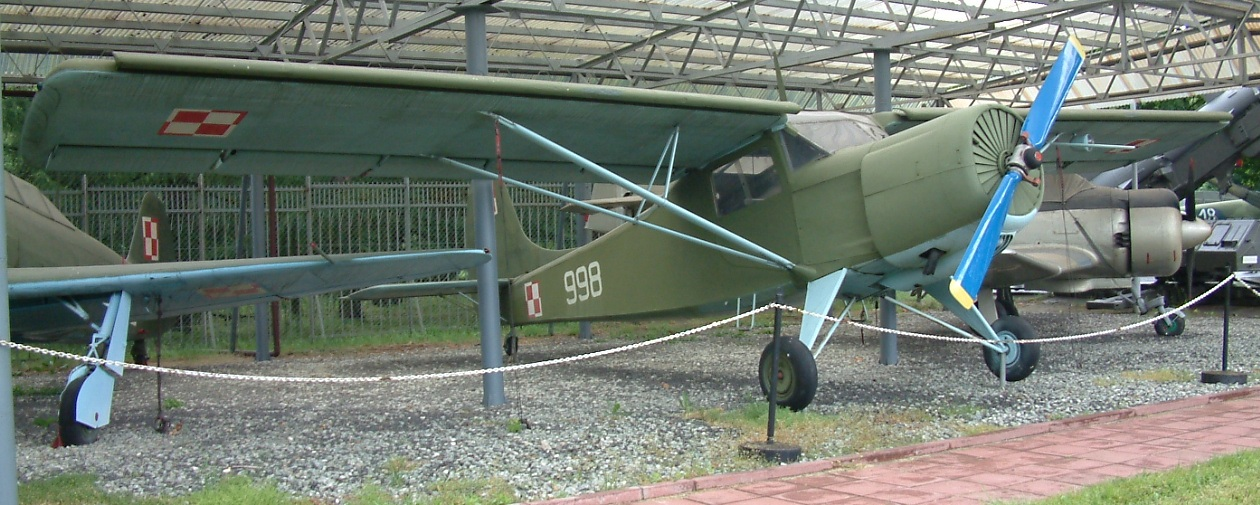
Jak-12